# Dominkovica
Dominkovica is een plaats in de gemeente Veliko Trojstvo in de Kroatische provincie Bjelovar-Bilogora. De plaats telt 61 inwoners (2001).